# Hitman and Bodyguard 2
Série
Hitman and Bodyguard
(2017)
Pour plus de détails, voir Fiche technique et Distribution.
Hitman & Bodyguard 2 ou La Femme de mon meilleur ennemi au Québec (Hitman's Wife's Bodyguard) est un film d'action multinational réalisé par Patrick Hughes, sorti en 2021.
Il fait suite à Hitman and Bodyguard, du même réalisateur, sorti en 2017.

## Synopsis
Bien qu'il ait brillamment protégé Darius Kincaid durant son transfert à la Cour pénale internationale de La Haye, Michael Bryce n'a pas été réintégré dans l'élite de la profession de garde du corps, la protection d'un tueur à gages recherché par toutes les polices du monde n'étant pas reconnue. Souffrant d'une dépression profonde, il part en congé sabbatique sur l'île de Capri pour se ressourcer. Sauf que Sonia Kincaid, l'épouse psychopathe de Darius, vient le chercher en transformant son hôtel en zone de guerre. Il se trouve que durant leur lune de miel en Italie, Darius a été enlevé par la mafia pour le compte d'un milliardaire grec voulant plonger l'Europe dans le chaos avec un virus informatique et que le seul à pouvoir le sauver n'est autre que Michael Bryce.

## Fiche technique
Sauf indication contraire, les informations mentionnées dans cette section peuvent être confirmées par les bases de données cinématographiques IMDb et Allociné,  présentes dans la section « Liens externes ».
- Titre original : Hitman's Wife's Bodyguard
- Titre français : Hitman & Bodyguard 2
- Titre québécois : La Femme de mon meilleur ennemi[1]
- Réalisation : Patrick Hughes
- Scénario : Tom O'Connor, Brandon Murphy et Phillip Murphy, d'après une histoire et les personnages créés par Tom O'Connor
- Musique : Atli Örvarsson
  - Musiques additionnelles : Sriram Maddury, John Marston, Alexis Martin et Conor McHugh
  - Orchestration : Julian Kershaw
  - Montage musical : Richard Armstrong et Robin Morrison
- Direction artistique : Jack Berk, Bill Crutcher, Ivan Ranghelov, Louise Vogel et Danijel Zavrski
- Décors : Russell De Rozario
- Costumes : Stephanie Collie
- Maquillage : Jana Carboni, Nicky Knowles
- Coiffure : Nicky Knowles
- Photographie : Terry Stacey
- Son : Tim Cavagin, Dominic Gibbs, Adam Scrivener, Mark Taylor
- Montage : Michael J. Duthie et Jack Hutchings
- Production : Yariv Lerner, Matthew O'Toole et Les Weldon
  - Chef de la production : Robert Van Norden
  - Production exécutive : Elena Melamed, Igor Nola et Paul Ritchie
  - Production déléguée : Christa Campbell, Boaz Davidson, Mark Gill, Jeffrey Greenstein, Lati Grobman, Zygi Kamasa, Avi Lerner, Heidi Jo Markel, Matthew Milam, Peter Possne, Trevor Short et Jonathan Yunger
  - Coproduction : Anthony Muir et Sean Wheelan
  - Coproduction déléguée : Samuel Hadida, Victor Hadida et Lonnie Ramati
- Sociétés de production :
  - États-Unis : Millennium Media, Summit Entertainment, Campbell Grobman Films et Hitman Two Productions
  - France : Davis Film
  - Bulgarie : Nu Boyana Film Studios
  - Royaume-Uni : en association avec Filmgate Films 
  - Suède : en association avec Film i Väst
- Sociétés de distribution :
  - États-Unis : Lionsgate
  - France : Metropolitan Filmexport
  - Royaume-Uni : Lionsgate UK
  - Canada : VVS Films 
  - Belgique : Kinepolis Film Distribution
- Budget : 60 millions de $[3]
- Pays de production :  États-Unis,  France,  Bulgarie,  Royaume-Uni,  Suède
- Langues originales : anglais britannique, anglais américain, espagnol, japonais, russe
- Format : couleur - 35 mm / Digital - 2,39:1 (Cinémascope) - son IMAX 6-Track / Dolby Digital
- Genre : action, comédie, policier, thriller
- Durée : 100 minutes ; 116 minutes (version longue)
- Dates de sortie[4] :
  - Royaume-Uni : 14 juin 2021
  - États-Unis, Canada (Québec), Suède : 16 juin 2021[1]
  - Bulgarie : 25 juin 2021
  - France, Suisse romande : 30 juin 2021[5],[6]
  - Belgique : 28 juillet 2021[7]
- Classification :
  - Royaume-Uni : interdit aux moins de 15 ans (15 - Suitable only for 15 years and over)[8]
  - États-Unis : interdit aux moins de 17 ans (R – Restricted)[N 1]
  - Suède : interdit aux moins de 15 ans (15+: These Films have No Approved Rating and No One Under 15 is not allowed to see these films.)[9]
  - France : tous publics avec avertissement[10],[N 2],[N 3]
  - Belgique : interdit aux moins de 16 ans (KNT/ENA : Kinderen Niet Toegelaten  / Enfants Non Admis)[11],[N 4]
  - Québec : 13 ans et plus (13+ / 13 years and over)[1]
  - Suisse romande : interdit aux moins de 16 ans[12]

## Distribution
Sauf indication contraire, les informations mentionnées dans cette section peuvent être confirmées par les bases de données cinématographiques IMDb et Allociné,  présentes dans la section « Liens externes ».
- Ryan Reynolds (VF : Pierre Tessier ; VQ : François Godin) : Michael Bryce, Jr.
- Samuel L. Jackson (VF : Thierry Desroses ; VQ : Éric Gaudry) : Darius Kincaid
- Salma Hayek (VF : Déborah Perret ; VQ : Camille Cyr-Desmarais) : Sonia Kincaid
- Antonio Banderas (VF : Bernard Gabay ; VQ : Louis-Philippe Dandenault) : Aristote Papadopolous
- Morgan Freeman (VF : Greg Germain ; VQ : Guy Nadon) : Michael Bryce, Sr.
- Tom Hopper (VF : Axel Kiener ; VQ : Alexandre Fortin) : Magnusson
- Caroline Goodall (VF : Micky Sébastian ; VQ : Natalie Hamel-Roy) : commissaire Crowley
- Blake Ritson (VF : Laurent Morteau) : Gunther
- Gabriella Wright (VF : Patricia Spehar) : Veronika
- Frank Grillo (VF : Nessym Guetat ; VQ : Pierre-Étienne Rouillard) : agent Bobby O'Neill
- Richard E. Grant (VF : Gérard Darier) : M. Seifert
- Kate Nichols : Helena Bryce
- Alice McMillan (VF : Antonella Colapietro) : Ailso
- Giulio Berruti : le garde du yacht
- Gary Oldman : Vladislav Dukhovich (images d'archives tirées du film Hitman and Bodyguard)

 Source et légende : version française (VF) sur RS Doublage

## Production

### Genèse et développement
Patrick Hughes est annoncé de retour derrière la caméra sur un scénario de Brandon et Phillip Murphy. Le film était sorti à la fin de l’été 2017 et avait rapporté 75,5 millions de dollars aux États-Unis et plus de 180 millions de dollars dans le monde.

### Attribution des rôles
En novembre 2018, Ryan Reynolds, Samuel L. Jackson et Salma Hayek reprendront leur rôle respectif de Michael Pryce, Darius Kincaid et Sonia Kincaid.
En mars 2019, Richard E. Grant revient dans le rôle qu'il tenait dans le premier film tandis qu'Antonio Banderas fait partie des nouveaux venus. Morgan Freeman rejoint lui aussi la distribution.

### Tournage
Le tournage débute en mars 2019. Il a lieu en Croatie, en Bulgarie, à Londres et à Trieste en Italie.

## Musique
Sauf indication contraire, les informations mentionnées dans cette section peuvent être confirmées par la base de données cinématographiques IMDb,  présente dans la section « Liens externes ».
- Lining the Track par Dan Smith.
- Hello par Lionel Richie.
- Tu vuò fà l'americano par Renato Carosone.
- The Best par Tina Turner.
- Dancing par Dionigi.
- La cucaracha par Rafael Gayoso.
- Uh Uh What Did I Do par The Jaedes.
- Love Is an Angry Thing de Mark Batson et Anthony Hamilton.
- Find Yourself par Promise of the Real.
- Self Destructor (en) par Chevelle.
- What I Like About You (en) par The Romantics.
- Friday par Rebecca Black.
- The Sign par Ace of Base.
- Do Leme Ao Pontal par Tim Maia.

## Accueil

### Sortie
Il devrait initialement sortir le 28 août 2020 aux États-Unis, avant d'être repoussé au 20 août 2021, puis avancé au 16 juin 2021 en raison de la pandémie de Covid-19,.

### Box-office
| Pays ou région        | Box-office      | Date d'arrêt du box-office | Nombre de semaines |
| --------------------- | --------------- | -------------------------- | ------------------ |
| États-Unis            | 38 014 727 $    | 19 août 2021               | 10                 |
| France                | 270 032 entrées | 3 août 2021                | 5                  |
| Total hors États-Unis | 32 045 765 $    | en cours                   | en cours           |
| Total mondial         | 70 060 492 $    | en cours                   | en cours           |

## Distinctions
Sauf indication contraire, les informations mentionnées dans cette section peuvent être confirmées par les bases de données cinématographiques IMDb et Allociné,  présentes dans la section « Liens externes ».

### Nominations
- People's Choice Awards 2021 : star féminine de cinéma de l'année pour Salma Hayek
- Alliance of Women Film Journalists 2022 : plus flagrante différence d'âge entre le personnage principal et l'aimée pour Salma Hayek et Samuel L. Jackson (21 ans)
- Taurus World Stunt Awards 2022 : coup le plus dur pour Jonny James

## Éditions en vidéo
- En France, le film Hitman and Bodyguard 2 est sorti en DVD et Blu-ray édition SteelBook le 2 novembre 2021[25],[26]. Avec les évolutions techniques afin d'améliorer la qualité d'image et sons, le film sort également le 2 novembre 2021 dans une édition 4K Ultra HD + Blu-ray, ainsi que édition boîtier SteelBook[27],[28]. Une version simple Blu-ray est sortie le 17 novembre 2021[29]. Le film est également sorti en VOD le 2 novembre 2021[5].
- Au Québec, le film est sorti en DVD et Blu-ray le 17 août 2021, ainsi que sur Crave le 12 novembre 2021[1].